# Haben Sie Interesse an der Sache?
Haben Sie Interesse an der Sache? (Originaltitel: Vous intéressez-vous à la chose) ist eine im Sommer 1973 gedrehte und am 24. April 1974 uraufgeführte französisch-deutsche Erotikkomödie um das "erste Mal" mit Muriel Catala in einer für ihre kurze Karriere archetypischen Hauptrolle. Der von Jacques Baratier inszenierten Geschichte liegt der Roman Et le Bel Aujourd'hui von Claude Eymouche zugrunde, der auch am Drehbuch mitgearbeitet hatte. In Deutschland lief der Film am 18. April 1975 an.

## Handlung
Eine ländliche Villa im Sommer in Südfrankreich. Eine weit verzweigte Familie verbringt dort im Juli die alljährlichen großen Ferien. Dazu zählen der etwas steife und konservative Arzt Bernard und seine gänzlich entgegengesetzte, moderne und libertine Schwester Lise, eine Architektin, aber auch der heranwachsende Pierre und sein Bruder Julien, die beide ein Auge auf die 15-jährige Dina geworfen haben. Diese ist eine frühreife, rothaarige Schönheit mit grünen Augen, die sich ihrer körperlichen Reize sehr wohl bewusst ist. „Sie ist meine Cousine und meine erste große Liebe“, wie Pierre zu Beginn des Films aus dem Off erzählt.
Pierre schreibt all seine Wünsche, Träume und Begierden in sein Tagebuch. Die Notizen sind vor allem von seinem Begehren Dina gegenüber bestimmt. Diese flirtet hemmungslos mit beiden Jungs, wartet aber nur darauf, dass sich der schüchterne und zurückhaltende Pierre endlich aus der Deckung traut. Julien ist dagegen sehr viel draufgängerischer; er lässt keine Gelegenheit aus, Dina anzubaggern, stellt sich dabei aber ebenso großmäulig wie letztlich unbeholfen an.
Als Julien Pierres Tagebuch aufstöbert, holt er Dina und liest ihr, mit Spott in der Stimme, daraus vor. Dina nimmt ihm das Buch ab und liest Pierres poetische Verse, die ihr endgültig klarmachen, wie sehr Pierre in sie verliebt ist. Ihr gefallen seine Zeilen, und während sie abgelenkt ist, hat Julien nichts anderes im Sinn, als den Moment knisternder Verbalerotik zu nutzen und erstmals Dinas Brüste zu berühren. Sie ist von seinen geschmacklosen Bemerkungen wie von seiner plumpen Art abgetörnt und verpasst ihm eine Ohrfeige. Julien verlässt wütend das Zimmer, während nun Dina das gesamte Tagebuch liest und sich auch ihren erotischen Phantasien hingibt.
Beim Heimweg von Lise und Pierre von einem benachbarten Bauernhof nimmt Lise, die Tante der beiden Jungs, die Gelegenheit wahr, den sexuell unerfahrenen Pierre ein wenig in die Liebe einzuführen, und verführt ihn in einem Feigenfeld. Sie will ihm beibringen, wie er sich im Falle von Dina verhalten solle. Beide schlafen miteinander, und Pierre trägt dieses „Großereignis“ prompt in sein Tagebuch ein. Als Dina davon liest, ist sie geschockt. Lise kommt dazu und reagiert geistesgegenwärtig. Sie macht Dina klar, dass Pierre doch bislang auch immer nur seine Wunschträume in sein Tagebuch niedergeschrieben hätte. Nichts davon aber sei doch bisher geschehen, beruhigt Lise Dina … und genauso verhalte es sich mit dem angeblichen Geschlechtsverkehr, den Pierre mit ihr gehabt haben will.
Dina feiert ihren 16. Geburtstag. Sie tanzt mit Pierre, und beide küssen sich das erste Mal intensiv. Währenddessen kommt es zwischen Julien und seinem Vater Bernard zu einem Streit, und Julien rennt wütend davon. Nach der Feier fasst sich Pierre endlich ein Herz und geht im Dunkel der Nacht auf die leicht bekleidete Dina zu, die nur auf ihn gewartet hat. Pierre reißt ihr das hauchdünne Nichts von Negligé herunter und trägt das völlig nackte Mädchen zum Bett. Dann beginnt er sie überall zu liebkosen, und beide schlafen miteinander.
In derselben Nacht klingelt das Telefon. Julien ist dran. Lise fährt mit ihrem Wagen los, um sich um ihn zu kümmern. Während der Autofahrt erzählt er ihr, was passiert ist, nachdem er die Flucht vor seinem Vater, Lises Bruder, ergriffen habe. Beide verbringen die restliche Nacht miteinander. Am nächsten Morgen wachen er und Lise sowie Dina und Pierre in den Armen liegend auf. Ein neuer Sommertag hat begonnen.

## Produktionsnotizen
Der Titel, zugleich die letzte Dialogzeile in Haben Sie Interesse an der Sache?, spielt auf den Sex an, der als allgegenwärtiges Thema den Film beherrscht.
Während in der deutschen Synchronfassung der in Dina verliebte Junge Pierre heißt, ist sein Name in der französischen Fassung Patrick.
Muriel Catala war seit ihrem Filmdebüt 1970 auf Nymphen-, Lolita- und Verführerinnenrollen abonniert. In diesem Film wie auch in weiteren Filmen vor und nach Haben Sie Interesse an der Sache? trat sie mehrfach barbusig bzw. (in der Bettszene mit Didier Haudepin) auch völlig nackt auf. Ihr jugendliches Aussehen machte ihr Filmalter von 15 bzw. 16 Jahren glaubhaft; sie war zur Drehzeit 1973 jedoch bereits 21 Jahre alt.
Auch Nathalie Delon, Ex-Frau von Alain Delon, sowie die aus diversen deutschen Softsexfilmen bekannte Österreicherin Christine Schuberth hatten mehrere Nacktszenen.
Von deutscher Seite aus war die Produktionsfirma Rapid-Film des Schulmädchen-Report-Produzenten Wolf C. Hartwig an Haben Sie Interesse an der Sache? beteiligt. Hartwigs langjähriger Produktionsleiter Ludwig Spitaler kümmerte sich (beim Drehbuch der deutschen Fassung) um die Dialoge der deutschsprachigen Schauspieler.
Der Österreicher Peter Weissflog, später ein bekannter Fernsehfilmregisseur, war einer von drei Regieassistenten.
Filmeditorin Hélène Plemiannikov führte im selben Jahrzehnt auch den Filmschnitt der letzten drei Werke von Luis Buñuel aus: Der diskrete Charme der Bourgeoisie, Das Gespenst der Freiheit und Dieses obskure Objekt der Begierde
Der Assistent des Kameramanns, François About, der bei Haben Sie Interesse an der Sache? am Beginn seiner Filmkarriere stand, fotografierte seitdem eine Fülle von Sex- und Hardcore-Pornofilmen, die er zum Teil auch inszenierte.
Die FSK gab den Film, obwohl keinerlei Hardcore-Sex zu sehen ist, erst ab 18 Jahren frei. Der mögliche Grund dafür könnte eine kurze und auch nur zart angedeutete Onanie-Szene mit Großaufnahme eines Peniskopfes gewesen sein.
International verliehen wurde der Film mit einem X-Rating („nur für Erwachsene“) unter dem Titel First Time With Feeling. Unter diesem Titel lief er beispielsweise sehr erfolgreich seit dem 31. Oktober 1974 (bis ins Jahr 1975 hinein) am Classic, Piccadilly in London.

## Kritik
Das große Personenlexikon des Films nannte Haben Sie Interesse an der Sache? einen "pubertären Erotikstreifen"
Im Handbuch Filme 1971–76 ist über den Film zu lesen: „Romantische Sommerstimmung, primitive Komik und Generationsgegensätze als Verbrämung für eine von völliger Freizügigkeit geprägte Sexualeinführung. Entwicklungspsychologie kommt dabei nicht ins Spiel.“
Das Lexikon des Internationalen Films schrieb über Haben Sie Interesse an der Sache?: „Eine Art Aufklärungsfilm, der seinen Stoff weder vom Drehbuch noch von der Regie her meistert.“